# Aquiles Serdán 2da. Sección, Jalapa
Aquiles Serdán 2da. Sección är en ort i Mexiko.   Den ligger i kommunen Jalapa och delstaten Tabasco, i den sydöstra delen av landet, 700 km öster om huvudstaden Mexico City. Aquiles Serdán 2da. Sección ligger 22 meter över havet och antalet invånare är 630.
Terrängen runt Aquiles Serdán 2da. Sección är platt. Runt Aquiles Serdán 2da. Sección är det ganska tätbefolkat, med 54 invånare per kvadratkilometer. Närmaste större samhälle är Macuspana, 17,7 km sydost om Aquiles Serdán 2da. Sección. Trakten runt Aquiles Serdán 2da. Sección består till största delen av jordbruksmark.